# 1924 في المكسيك
فيما يلي قوائم الأحداث التي وقعت خلال عام 1924 في المكسيك.

## سياسة

### تعيين في المنصب
- 1 ديسمبر – بلوتاركو إلياس كاليس رئيس المكسيك.

### انتهاء فترة المنصب
- 30 نوفمبر – ألفارو أوبريغون رئيس المكسيك.

## مواليد

### يناير
- 1 يناير – إسبيرانزا باور ممثلة مكسيكية.
- 1 يناير – رالف س. غوزمان
- 16 يناير – فرنسيسكو هرنانديز لاعب كرة قدم مكسيكي.
- 16 يناير – كاتي خورادو ممثلة مكسيكية.
- 18 يناير – خوسيه لويس غارسيا لاعب كرة قدم مكسيكي.

### فبراير
- 24 فبراير – تيوفيلو هيريرا سواريز أخصائي فطريات مكسيكي.
- 29 فبراير – أغوستين هرنانديز نافارو مهندس معماري مكسيكي.

### مارس
- 13 مارس – راؤول كوردوبا لاعب كرة قدم مكسيكي.

### أبريل
- 2 أبريل – بوبي أفيلا لاعب كرة قاعدة مكسيكي.
- 20 أبريل – خورخي رومو لاعب كرة قدم مكسيكي.

### يونيو
- 26 يونيو – خوان غوميز لاعب كرة قدم مكسيكي.
- 26 يونيو – غريغوريو غوميز لاعب كرة قدم مكسيكي.

### سبتمبر
- 15 سبتمبر – خوسيه ميراندا

### نوفمبر
- 3 نوفمبر – صموئيل رويز
- 22 نوفمبر – رامون توريس مارتينيز مهندس معماري مكسيكي.

### ديسمبر
- 24 ديسمبر – شيكو غارسيا لاعب كرة قاعدة مكسيكي.

## وفيات

### مارس
- 20 مارس – خوسيه ماريا بونس دي ليون (مواليد 1878)

### سبتمبر
- 24 سبتمبر – مانويل إسترادا كابريرا (مواليد 1857)

### أكتوبر
- 27 أكتوبر – إبراهام أنخيل (مواليد 1905) رسام مكسيكي.